# メチルアミン
メチルアミン (methylamine) は、最も基本的な第一級アミン。メタンアミン、アミノメタンとも呼ばれる。
強い臭気を有する無色の気体で、20 ℃ で 108 g/100 mL と、水に非常に溶けやすい。引火性が強く、空気との混合気体は爆発しやすい。通常、塩酸との塩である塩酸メチルアンモニウムの状態で市販されることが多く、メーカーによっては、ガスボンベ、水溶液、メタノール溶液として販売する場合もある。
様々な有機化合物の原料となる物質である。多くのアミンと同じく N 上に孤立電子対を持つため塩基性を示し、求核剤としてハロゲン化アルキルやカルボン酸誘導体等と反応し、置換アミン、アンモニウム塩あるいは酸アミドを生成する。
日本では毒物及び劇物取締法によって劇物に指定されている。

## 合成法
クロロメタンとアンモニアの反応によって得られる。
{\displaystyle {\ce {CH3Cl\ + NH3 -> CH3NH2\ + HCl}}}
また、ホルムアルデヒドと塩化アンモニウムの反応でも得られる。
{\displaystyle {\ce {2HCHO\ + NH4Cl -> CH3NH2\ + HCl\ + HCOOH}}}